# Estación de Luzarches
La estación de Luzarches es una estación ferroviaria francesa situada en la comuna homónima, en el departamento de Valle del Oise, al norte de París. Es el terminal de uno de los ramales de la línea H del Transilien, nombre comercial empleado por la SNCF para denominar su red de trenes de cercanías en la región parisina. 

## Historia
Fue inaugurada el 1 de mayo de 1880 como parte de un pequeño ramal de la línea Épinay-Villetaneuse - Le Tréport-Mersde por parte de la Compagnie des chemins de fer du Nord hasta que en 1938 recaló en manos de la SNCF.  
Durante el verano de 1999, la puesta en marcha de la línea H del Transilien le dio un nuevo impulso. 
El 12 de diciembre de 2009, la estación fue la primera de la red en disfrutar de la unidad múltiple Z 50000. Las unidades Z 20500 y Z 20900 se alternan desde entonces con la primera en los diferentes trayectos por la línea.

## Descripción
La estación se encuentra en una zona rural cercana a París. El ramal que llega hasta ella es de apenas 11 kilómetros en vía única aunque poco antes de la estación la línea se dota de una segunda vía de tal forma que la parada se compone de dos andenes laterales y de dos vías. 
Escasamente concurrida, en el 2002, no alcanzaba los 500 viajeros diarios.

## Servicios ferroviarios
- Trenes de cercanías: Sólo los trenes de cercanías de la línea H se detienen en esta estación a razón de un tren por hora normalmente y cada media hora en hora punta. En general los trenes son ómnibus, salvo en hora punta donde alguna estación intermedia entre la estación de París Norte y Luzarches es evitada.